# Flash Comics
Flash Comics es una revista de historietas antológica publicada por All-American Publications y más tarde por National Periodical Publications (DC Comics). El título tuvo 104 números publicados desde enero de 1940 a febrero de 1949. A pesar del título, la antología presentaba aventuras de varios superhéroes además de Jay Garrick, el Flash original. Entre los personajes que fueron presentados en la serie se encuentran Flash, el Hombre Halcón, la Chica Halcón, Johnny Thunder y Canario Negro.

## Historia de la publicación
La serie debutó con una fecha de tapa "Enero de 1940" y el primer número presentó las primeras apariciones de la versiones de la edad de oro de Flash, el Hombre Halcón, y Johnny Thunder. Más tarde, el personaje tuvo su propia serie, All-Flash, la cual tuvo una extensión de 32 números entre el verano de 1941 a enero de 1948.
La larga asociación del artista Joe Kubert con el "Hombre Halcón" comenzó con la historia "The Painter and the $100,000" en Flash Comics número 62 (febrero de 1945). El villano Monóculo fue presentado en el número 64 como un nuevo enemigo para Hombre Halcón.
El primer trabajo publicado de Carmine Infantino para DC fue "The Black Canary", una historia de seis páginas de Johnny Thunder en Flash Comics número 86 (agosto de 1947) y allí se presentaba a la superheroína Canario Negro. El escritor Robert Kanigher y Joe Kubert crearon a Espina en el número 89 (noviembre de 1947).
Flash Comics fue cancelada en 1949 en el número 104. La numeración de esta serie sería continuada por el primer volumen de l serie The Flash, la cual debutó durante la edad de plata en 1959 y presentaba a Barry Allen como el nuevo Flash.

## Series publicadas
Las series publicadas en Flash Comics incluían:
- The Flash: entre los números 1 (enero de 1940) a 104 (febrero de 1949)
- Hombre Halcón: entre los números 1 (enero de 1940) a 104 (febrero de 1949)
- Johnny Thunder: entre los números 1 (enero de 1940) a 91 (enero de 1948)
- El Látigo: entre los números 1 (enero de 1940) a 55 (julio de 1944)[11]
- Cliff Cornwall: entre los números 1 (enero de 1940) a 19 (julio de 1941)
- La Patrulla Fantasma: entre los números 29 (mayo de 1942) a 104 (febrero de 1949)[12]
- Canario Negro: entre los números 92 (febrero de 1948) a 104 (febrero de 1949)[13]

## Ediciones recopilatorias
Varias historias de Flash Comics han sido reimpresas bajo la colección DC Archive Editions:
- Golden Age Flash Archives
  - Vol. 1 recopila las historias de "Flash" de Flash Comics 1 al 17, 224 páginas, septiembre de 1999, ISBN 978-1563895067
  - Vol. 2 recopila las historias de Flash Comics 18 al 24, 224 páginas, febrero de 2006, ISBN 978-1401207847
- The Flash Archives Vol. 1 incluye la historia de "Flash" de Flash Comics 104, 224 páginas, mayo de 1998, ISBN 978-1563891397
- Golden Age Hawkman Archives Vol. 1 recopila las historias de "Hombre Halcón" de Flash Comics 1 al22, 224 páginas, febrero de 2006, ISBN 978-1401204181
- JSA All-Stars Archives Vol. 1 incluye las historias de "Johnny Thunder" de Flash Comics 1 al 4, 256 páginas, octubre de 2007, ISBN 978-1401214722
- Black Canary Archives recopila las historias de "Johnny Thunder" de Flash Comics 86 al 91 y las historias de "Canario Negro" de Flash Comics 92 al 104, 224 páginas, diciembre de 2000, ISBN 978-1563897344